# فرودگاه برانسون وست
فرودگاه برانسون وست (به انگلیسی: Branson West Airport) یک فرودگاه همگانی است که یک باند فرود بتن دارد و طول باند آن ۱۵۲۴ متر است. این فرودگاه در کشور ایالات متحده آمریکا قرار دارد و در ارتفاع ۴۱۱ متری از سطح دریا واقع شده‌است.